# Passaic: Birthplace of Television and the DuMont Story
Passaic: Birthplace of Television and the DuMont Story es una emisión televisiva de 1951 realizada por DuMont Television Network. Este programa fue emitido en vivo, duró 15 minutos, y era un drama acerca del auge de DuMont Laboratories, la cadena de televisión DuMont, y su fundador, Allen B. DuMont, quien aparece en persona al final de la transmisión. Al menos dos archivos poseen copias de esta transmisión, incluyendo el Archivo de Cine y Televisión de la Universidad de California en Los Ángeles. Allen B. DuMont es conocido por su trabajo en el desarrollo del tubo de rayos catódicos, y por sus contribuciones al desarrollo del radar.